# Farallones Focas

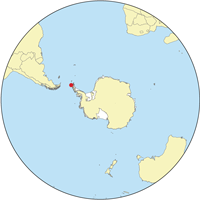
Situación de los farallones Focas.

Los farallones Focas, islas Foca o Seal Rocks son un grupo de pequeñas islas e islotes de la Antártida ubicados a 60°58′S 55°24′O / -60.967, -55.400. Están de 4,5 a 9 km al noroeste del cabo Yelcho de la isla Elefante, dentro de las islas Shetland del Sur. Forman parte del grupo insular denominado por Chile como islas Piloto Pardo. Tienen una altura de 60 metros sobre el nivel del mar.
Fueron cartografiadas por Edward Bransfield en el barco Williams el 13 de febrero de 1820. El grupo toma su nombre de la isla más grande, que el capitán William Smith, quien acompañaba a Bransfield, llamó isla Foca debido al número de estos animales que allí estaban.

## Reclamaciones territoriales
- Argentina: Incluye a las islas en el departamento Antártida Argentina dentro de la provincia de Tierra del Fuego, Antártida e Islas del Atlántico Sur
- Chile: Incluye a las islas en el archipiélago Islas Piloto Pardo,  comuna Antártica de la provincia Antártica Chilena, dentro de la Región de Magallanes y de la Antártica Chilena.
- Reino Unido: Incluye a las islas en el Territorio Antártico Británico.

Las tres reclamaciones están sujetas a las disposiciones del Tratado Antártico.
Nomenclatura de los países reclamantes
- Argentina: islas foca
- Chile: farallones Focas
- Reino Unido: Seal Islands'